# Heinz-Dieter Meyer
Heinz-Dieter Meyer (* 1952) ist Professor für die Steuerung von Bildungssystemen, Bildungsorganisation und -politik (Vergleichende Pädagogik) an der New York State University in Albany (New York). 
Meyer studierte Soziologie an der Universität Göttingen und ging 1983 zur Promotion an die Cornell University, USA. Meyer ist spezialisiert auf die Steuerung von Bildungssystemen und forscht international vergleichend. Meyer lehrte in Frankreich (Insead) und an der Universität Göttingen, er hatte Gastprofessuren an der Universität Peking, Boston University, Penn State and the East-West Institute, Honolulu. 1989/90 war er Fellow an der Kennedy School of Government in Harvard. 2013 gab Meyer zusammen mit Aaron Benavot einen kritischen Band heraus: Pisa, Power, Policy. Es folgte The Design of the University: German, American, and “World Class”, worin er die unabhängige Selbstverwaltung von Universitäten, wie ursprünglich in Deutschland und heute in den USA, für den Schlüssel zum globalen Erfolg in der Gegenwart herausstellt.
2014 verfasste er einen „Offenen Brief an Andreas Schleicher“, in dem er den PISA-Studien der OECD eine negative Wirkung vorwarf. Diesen unterschrieben zahlreiche Intellektuelle wie Diane Ravitch und Noam Chomsky, in Deutschland auch z. B. der Lehrerfunktionär Heinz-Peter Meidinger und der Erziehungswissenschaftler Malte Brinkmann. 

## Schriften
- mit Aaron Benavot: PISA, Power, and Policy: the emergence of global educational governance (Oxford Studies in Comparative Education), 2013 ISBN 978-1873927960
- The Design of the University: German, American, and “World Class” (Routledge Research in Higher Education), Routledge 2016 ISBN 978-1138802506
- mit Brian Rowan: The New Institutionalism in Education, 2006 ISBN 978-0791469057

## Einzelbelege
1. ↑  Heinz-Elmar Tenorth: Wilhelm von Humboldt: Bildungspolitik und Universitätsreform. Verlag Ferdinand Schöningh, 2018, ISBN 978-3-657-78880-4 (google.de [abgerufen am 19. Juni 2020]).

| Personendaten    | Personendaten              |
| ---------------- | -------------------------- |
| NAME             | Meyer, Heinz-Dieter        |
| KURZBESCHREIBUNG | deutscher Bildungsforscher |
| GEBURTSDATUM     | 1952                       |